# Bernardo Tanucci
Bernardo Tanucci (Stia, Gran Ducado de Toscana, 20 de febrero de 1698-Nápoles, Reino de Nápoles, 29 de abril de 1783) fue un político italiano del siglo XVIII, claro exponente del desarrollo del Despotismo ilustrado en la Italia de los Borbones. 

## Biografía
Nacido en Stia en 1698 en una familia de origen humilde, llega a estudiar en la Universidad de Pisa. Accede a la burocracia y a la administración del Estado debido al auge de la nobleza de toga que se produjo durante las políticas reformistas del Despotismo ilustrado en el siglo XVIII. Hombre erudito y estudioso, su gran intelecto lo llevó a tocar las más altas cotas de poder en un claro ejemplo del cambio de mentalidad dieciochesco, primando la meritocracia sobre el derecho de sangre. 
Fue un personaje muy relevante en la corte de Carlos VII (el futuro Carlos III de España), ejerciendo de primer ministro de facto durante su reinado en Nápoles. Considerado como su tutor político, puede decirse que sus consejos lo formaron como gobernante. Se sabe que, una vez en España, siguieron manteniendo correspondencia hasta la muerte del italiano.

### Regencia en el reino de Nápoles
Tras la muerte de Fernando VI en 1759, Carlos de Borbón cede el trono napolitano a su hijo Fernando IV, ya que las coronas napolitana y española no podían reunirse en una sola cabeza según las disposiciones del Tratado de Aquisgrán de 1748. De esta manera, y debido a la minoría de edad del infante, se forma un Consejo de Regencia con Bernardo Tanucci como hombre fuerte a la cabeza. Esta regencia se desarrolla hasta 1767, cuando el tercer hijo varón de Carlos III alcanza la mayoría de edad. Durante estos años, Tanucci persiste en la política reformista y de modernización que venía desarrollando en tiempos de su padre, aunque la tibieza de sus medidas hicieron que no se alcanzasen los objetivos esperados.
Tanucci logró sus mayores éxitos con la expulsión de la Compañía de Jesús, siguiendo la sintonía de la política europea del regalismo, a través del cual los monarcas absolutos del siglo XVIII sometieron a la Curia Romana a sus disposiciones. La expulsión conllevó una confiscación de bienes que permitió al estado financiar una política agraria de distribución de tierras en la isla de Sicilia, repartiendo entre campesinos pobres lotes de tierra a título individual con el fin de diversificar la posesión de la misma, usualmente copada por grandes latifundios que impedían el progreso de la agricultura. La desaparición de los jesuitas de las entidades educativas, tradicionalmente controladas por la Compañía, permitió a Tanucci iniciar una reforma en el ámbito educativo que culminará tras su expulsión del gobierno con la creación de nuevos planes de estudio universitarios, la erección de escuelas públicas y el auge del idioma italiano como lengua vehicular en la instrucción pública.
La destitución de Tanucci del gobierno del reino de las Dos Sicilias tuvo que ver con una discusión que mantuvo el político toscano con la esposa de Fernando IV María Carolina de Austria. La reina consorte, convertida en reina de facto debido al desinterés de su esposo, defendía la masonería mientras que Tanucci se mostraba reacio ante ella. Esto provocó que la emperatriz María Teresa I de Austria, madre de María Carolina y suegra de Fernando, emitiese una disposición para sustituirlo.

### Fallecimiento
Finalmente, fallece en Nápoles a la formidable edad de 85 años, en el año 1783.